# Hadeed
Hadeed (arabisch شركة حديد, DMG Šarikat Ḥadīd, deutsch Eisenfirma) ist ein Tochterunternehmen der saudi-arabischen SABIC, welches zwei Stahlwerke in al-Dschubail und in Dschiddah betreibt. Die Produktionskapazität beträgt 7,3 Millionen Tonnen Stahl.